# Deppea oaxacana
Deppea oaxacana là một loài thực vật có hoa trong họ Thiến thảo. Loài này được Lorence mô tả khoa học đầu tiên năm 1988.